# Маркоманы

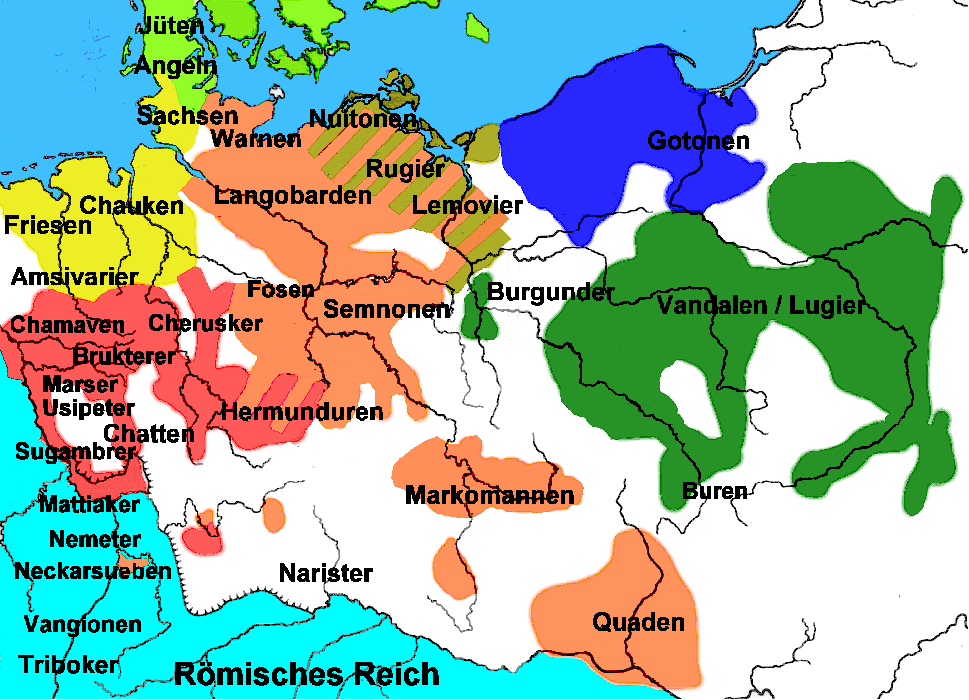
Оранжевая область соответствует распространению племён свевов в I веке нашей эры. Территория маркоманов расположена в центре.

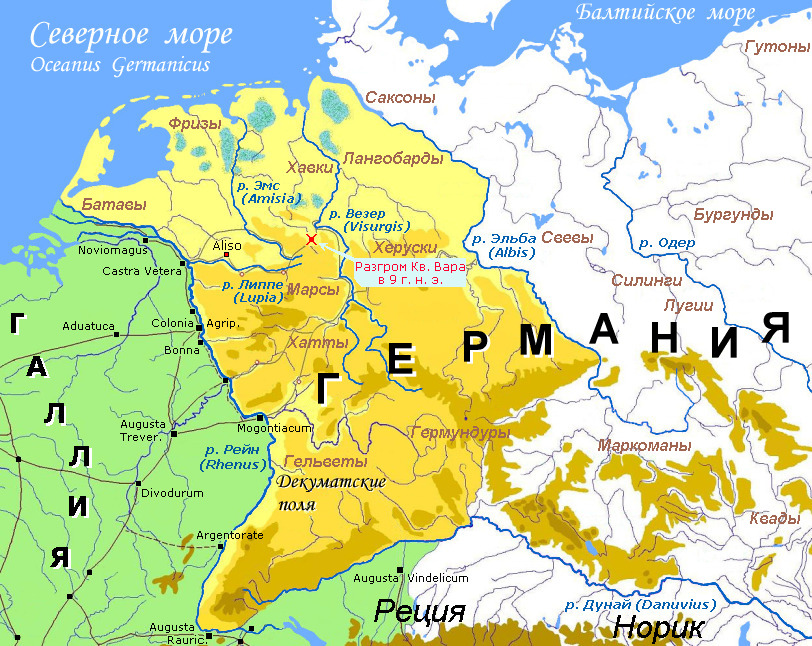
Схема Германии на рубеже эр. Бежевым цветом обозначена территория Германии, контролируемая Римом до 9 года (восстания Арминия и разгрома легионов Вара в Тевтобургском лесу).

Маркома́ны или Маркома́нны (лат. Marcoman(n)i, нем. marcomannen — «обитатели рубежей») — древнегерманское племя, обитавшее в начале I тысячелетия нашей эры на территории современной Чехии (они заняли её после того, как эти области были покинуты гельветами), и впоследствии образовали общность баварцев.
В конце I столетия нашей эры германцы могли быть разделены реками на три группы:
- западные, к ней принадлежали:
  - ингевоны (фризы, хавки, саксы, англы)[7];
  - гермионы (свевы, лангобарды, херуски, маркоманны и квады)[7];
  - истевоны (хатты, гессенцы, убии, батавы, сигамбры и другие)[7];
- восточные[7];
- северные[7].

В других источниках указано что Маркоманны (Marcomanni — «люди, живущие на марке», то есть границе) — германское племя, принадлежавшее к союзу свевов (свевской группы) и жившее между средней Эльбою и Одером (между средним, верхним Майном и верхним Рейном и Дунаем), и с IV столетия их имя исчезает. В другом источнике указано что последнее упоминание о маркоманнах относится к середине V столетия, когда они фигурируют в числе племён, входивших в полчища Аттилы.

## Этимология
Считается, что их название может происходить от протогерманских форм слова «march» (что означает «граница») и слова «мужчина» (нем. Markōmanniz), которое в латинизированной форме можно было бы перевести как Marcomanni. По другой версии название племени происходит от немецкого march, другого названия реки Морава, притока Дуная, где первоначально обитало племя маркомманов.

## История
Первое упоминание маркоманов встречается у Юлия Цезаря в «Записках о Галльской войне»: 
Только тогда германцы уже по необходимости вывели из лагеря свои силы и поставили их по племенам на одинаковом расстоянии друг от друга: это были гаруды, маркоманы, трибоки, вангионы, неметы, седусии и свебы. Всё своё войско они окружили повозками и телегами, чтобы не оставалось никакой надежды на бегство.
- Во второй половине 1-го тысячелетия до нашей эры маркоманы обитали на территории современных Саксонии и Тюрингии.
- В конце II века до нашей эры — начале I века до нашей эры они продвинулись в верховья и среднее течение Майна.
- В 58 году до нашей эры маркоманы, вероятно, входили в союз племён, возглавлявшийся Ариовистом, и приняли участие в походе на Галлию.
- В 8 году до нашей эры после вторжения римлян под командованием Нерона Клавдия Друза в Северную Германию маркоманы, потерпев поражение, переселились на территорию современной Чехии, где вошли в союз племён, возглавляемый Марободом[14][15], где они составили ядро его государства[4]. При этом маркоманы вытеснили с этой территории бойев (от которых происходит название Богемия). Маркоманы занимали господствующее положение в союзе германских племён, куда также входили квады, лугии, семноны и буры. Этот союз был недолговечным.
- В 17 году нашей эры войско Маробода было разбито вождём херусков Арминием. Маркоманы были вынуждены отступить к Дунаю. Сам Маробод в 19 году был свергнут германской знатью и был вынужден просить убежища у римлян.
- В I—II веках маркоманы и квады, часто выступая вместе, нападали на формирования римлян на дунайской границе.
- В 166—180 годах экспансия маркоманов переросла в Маркоманскую войну[3].
- Аврелиан, провозглашённый римским императором мезийскими легионами в 270 году, изгнал маркоманнов и алеманов из Италии[16].
- С IV века маркоманы участвовали в Великом переселении народов.
- В конце V века под именем алеманны они осели на территории современной Швабии. Другая группа маркоманов вместе с квадами и бурами в составе союза племён, известного как свевы, в 409 году переселилась на Пиренейский полуостров, основав там своё королевство. Впоследствии королевство свевов в Испании было завоёвано вестготами.